# NAPS

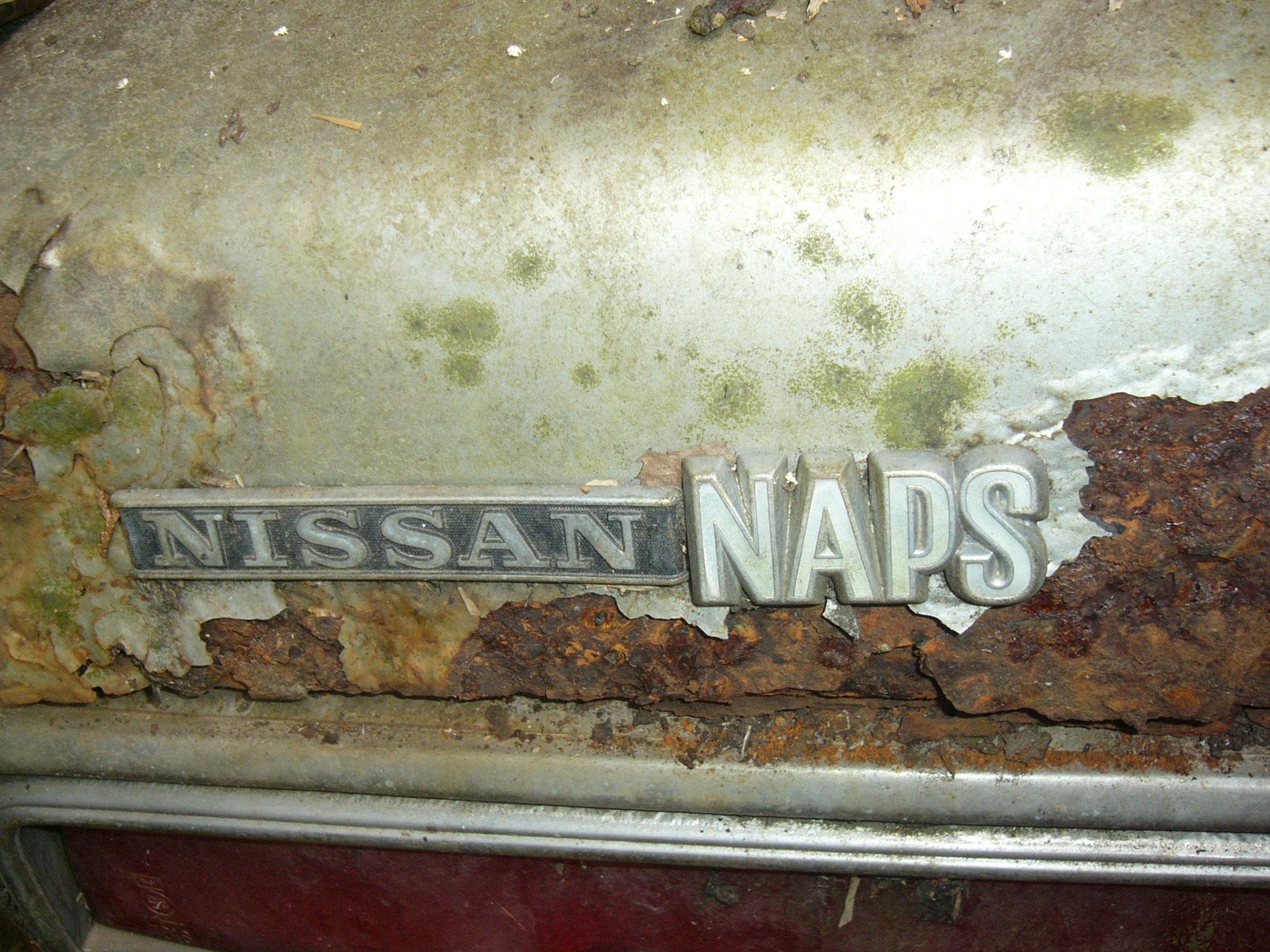
NAPS搭載の日産車の多くに貼付されたNAPSエンブレム
（画像は610型ブルーバードU）

NAPS（ナップス）とは、1970年代に日産自動車が自社の自動車用ガソリンエンジンを、マスキー法を始めとする自動車排出ガス規制に適合させるために開発したエンジン制御技術の総称である。

## 概要
NAPSはNissan Anti Pollution System（日産公害防止システム）のアクロニムで、日産が排ガス規制をクリアした自動車やエンジンそのものに名付けた名称でもある。米国市場では略称の関係から日産・Z型エンジンと混同される場合もある。
NAPSは1975年4月1日に最初のプレスリリースが発表され、同月にマイナーチェンジした日産・プレジデントのY44E型V型8気筒エンジンを皮切りに、同年中に日産・L型エンジンと日産・A型エンジンへと実装が拡大された。その一方で、プリンス・G型エンジンや日産・S20型エンジンといった旧・プリンス自動車工業由来のエンジンのように、NAPSに対応しないまま消滅したエンジンも存在した。
1980年代初頭まで、NAPS仕様のエンジンを搭載された車輌には、車種毎に設定されたNAPSのエンブレム（オーナメント）がトランクリッドに貼付されていたため、NAPS導入以前の車輌との識別が消費者にも容易に行えた。
環境技術開発で先発した他社は二次空気導入装置（サーマルリアクター）や、希薄燃焼方式を採用していたが、やや遅れて技術開発に参加した日産のNAPSは、基幹技術として触媒方式を採用した事が特徴であった。
正確には単一の触媒のみに頼らず、CO・HCを浄化する酸化触媒を基軸に、
- NOxを低減するEGR
- 暖機時間の短縮化を目的としたオートチョーク付きキャブレター、加熱強化式（ヒートライザー）インテークマニホールド、吸入空気温度調整機構（ウォームエアインテーク）の装備による、エンジンの改良
- 上級グレードにおいては電子制御式燃料噴射装置（ニッサン・EGI）への移行
- CO、HCの反応促進の為の二次空気導入装置（AIS）
- ガソリン蒸散防止のチャコールキャニスター

などを複合的に組み合わせたシステムであり、主要機構を全て組み込んだエンジンはマスキー法にほぼ準拠した昭和50年排出ガス規制（識別記号A/H）や昭和51年排出ガス規制（識別記号B/C）に適合。1978年には改良が進められた酸化触媒の装備により昭和から平成にかけてのガソリンエンジン向けの主要な排ガス規制であった昭和53年排出ガス規制（識別記号E）にも適合した。しかし、それ以前の昭和48年排出ガス規制適合車輌では、必ずしもこれらの機構が全て実装された車輌ばかりでもなく、この一部のみの装着でNAPSエンブレムが装着された車輌も散見された。
なお、日産はプレジデントでのテストを踏まえ、公称では「馬力は従来と同じで、燃費も1%程度しか低下しない」事を謳い文句としていた。
NAPSは後に電子制御式キャブレター（日産・ECC / Electronic-Conetrated-Carburetor）や、燃料噴射量のみならず点火時期制御も内包したエンジンコントロールユニット（日産・ECCS / Electronic-Conetrated-Engine-Control-System）、ツインプラグによる急速燃焼方式（NAPS-Z / NAPS-X）等の新技術が導入されたが、O2センサーのフィードバック制御の精度向上と、排気抵抗の少ない高効率の三元触媒による排ガス浄化技術が進歩した1980年代以降は、NAPSの搭載を大々的に謳う事は少なくなっていった。ただし、その後もNAPSの名称自体は日産製エンジンの排ガス対策機構を総称するものとして残り続け、日産・VGエンジンの整備要領書などにも記載されている。
三元触媒の技術進歩はは性能回復の面でも強みとなった。EGRを基軸とした初期のNAPSを含め、それまでの希薄燃焼や酸化触媒、サーマルリアクターなどの諸方式は空燃比を理論空燃比から敢えて外す必要がある為、燃費の悪化や「牙を抜かれた」とも形容される性能の低下を招いたが、理論空燃比14.7で最大の浄化効率を発揮する三元触媒は性能の低下が無いため、日産は1979年より三元触媒と合わせてターボチャージャーを導入し、市場にターボ旋風を巻き起こした。同時期にDOHCの導入で日産と対抗していたトヨタが自社製エンジンにLASREの愛称を付ける販促活動を1980年頃から実行し、成果を挙げていた事に対抗して、日産も1983年のVG30ET型エンジンより「パワフル＆エコノミック（出力と経済性の両立）・ライトウエイト（軽量）・アキュレイト（精密）・サイレント（静粛）・マイティ（力強い）・アドバンスド（先進的）・エンジン」を意味するPLASMA（Powerful&Econonomic Lightweight Accurate Silent Mighty Advanced）の愛称を付ける販促活動を開始。後にCA型、FJ型、RB型、E型にもこの愛称が拡大、最終的には1.0Lから3.0Lまで全てのガソリンエンジンに採用される状況となり、これらのエンジンを搭載した車両の多くがスポーティカーとして市場に受け入れられたため、排ガス規制期に低下した日産のスポーツイメージの回復に寄与する事となった。

### NAPSにおけるEGR
NAPSは酸化触媒と同時に、度重なるEGR制御の改良により進歩してきたシステムでもあった。1974年のB210型サニーにて、暖気完了を電気的に検知する水温スイッチを用いて負圧弁を開閉する、ごく単純な制御のEGRの導入が始まっていたが、1975年以降はより信頼性の高いサーモスタット・バキューム・バルブ（TVV）で水温を検知して負圧の開閉を行うようになり、1978年以降はマニュアルトランスミッション車向けに特定段のギアの際にEGRの作動を制御するバキューム・ソレノイド・バルブ（VSV）も追加された。
負圧制御弁の改良と同時にEGR本体の改良も進められ、1977年以降はエキゾーストマニホールドの排圧を検知して電気信号に変換し、負圧制御弁の開閉を微調整するトランスデューサーの装着が行われた。始めは一定条件の排圧のみを検知して信号を送るバックプレッシャー・トランスデューサー（Back Pressure Transducer / BPT）のみが搭載されていたが、1981年以降はスロットルの負圧と排圧の双方を監視して信号を送る、より高度なベンチュリー・バキューム・トランスデューサー（Venturi Vacuum Transducer / VVT）に全てのNAPSエンジンのEGR制御が変更された。

## L型エンジン
L型エンジンにおいては、直列4気筒シリーズ、直列6気筒シリーズ共に1975年からNAPSの導入が進められた。NAPS仕様のL型エンジンが初めて搭載されたのは330型セドリック / グロリアであった。
L型エンジンのNAPSは下記のような構成であった。
- 酸化触媒
- EGR
- エアポンプ式二次空気導入装置
- 吸入空気温度調整式エアクリーナー
- チャコールキャニスター
- オートチョーク付きキャブレター
- ダッシュポット（空気緩衝装置）[注釈 5]

また、車種によっては更に次のような機構が備えられる場合もあった。
- EGI
- PCVバルブ
- ブースト・コントロール・ディクレーション・デバイス（BCDD）[注釈 6]
- トランスミッション・コントロール・バキューム・アドバンス・システム（TCVS）[注釈 7]
- 排気温度警告灯（触媒温度・フロアパネル温度警告）

搭載車種:
- B210型 ダットサン・サニー(L16)
- 610型 ダットサン・ブルーバードU(L16 / L16E / L18 / L18E / L20 / L20E)
- 710型 日産・バイオレット (L14 / L16 / L16E)
- 810型 ダットサン・ブルーバード(L16 / L18 / L20 / L20E)
- A10型 日産・バイオレット / オースター / スタンザ (L16 / L16E)
- C110型 日産・スカイライン(L16 / L18 / L20 / L20E)
- C210型 日産・スカイライン(L16 / L18 / L18E / L20 / L20E / L20ET)
- HR30型 日産・スカイライン(L20E / L20ET)
- C130型 日産・ローレル(L18 / L20 / L20E / L28)
- C230型 日産・ローレル(L18 / L20 / L20E / L28 / L28E)
- C31型 日産・ローレル(L20 / L20E / L20ET / L28E)
- S10型 日産・シルビア(L18 / L18E)
- 330型 日産・セドリック / グロリア(L20 / L20E / L28 / L28E)
- 430型 日産・セドリック / グロリア(L20 / L20E / L20ET / L28E)
- S30型 日産・フェアレディZ(L20 / L20E)
- S130型 日産・フェアレディZ(L20E / L20ET / L28E / L28ET)
- F30型 日産・レパード(L20E / L20ET / L28E)

## A型エンジン
A型エンジンにおいても1975年からL型と類似した構成でNAPSの導入が進められた。NAPS仕様のA型エンジンが初めて搭載されたのはB210型ダットサン・サニーであったが、B210型は1973年に登場した時点でPCVバルブやチャコールキャニスターなどの装備による昭和48年排出ガス規制への適合が始められており、後には商用車など48年規制適合相当の車体にもNAPSエンブレムが貼付される場合があった。
搭載車種:
- B210型 ダットサン・サニー(A12 / A14)
- B310型 ダットサン・サニー(A12A / A13 / A15 / A15E)
- B310型 ダットサン・サニーカリフォルニア(A12S / A13S / A14S / A14E / A15S / A15E)
- B120型 日産・サニートラック  / ダットサン1200ピックアップ(A12)
- F10型 日産・チェリー(A12 / A14)
- N10型 日産・パルサー(A12 / A14 / A14E)
- C20型 ダットサン・サニーキャブ/日産・チェリーキャブ(A10 / A12S)
- C120型 日産・サニーバネット / チェリーバネット / ダットサンバネット (A12 / A14 / A15)
- GC120型 日産・バネットラルゴ(A14 / A15)
- A10型  日産・バイオレット / 日産・オースター(A14)

## NAPS-Z
NAPS-Zとは、日産・Z型エンジンに名付けられたペットネームであり、1978年に昭和53年排出ガス規制に対応するべく投入されたエンジン及び機構である。半球型燃焼室とツインプラグによる急速燃焼を基幹技術としており、ターボチャージャーを搭載した高出力エンジン（Z18ET）もラインナップされていた。
NAPS-Zはツインプラグと高速のスワールを発生させるように設計された燃焼室により、低燃費を実現した。また、VVTバルブによる高度なEGR制御により、きめ細かな排気再循環が可能となり、インテークマニホールドの設計変更によって各気筒への排ガスの分配も改善された。
しかし、通常のNAPSも1978年の時点で昭和53年規制に十分対応出来る水準に達していた為、NAPS-Zの急速燃焼技術が他のエンジンに拡大採用される事は無かった。しかし、NAPS-Zで確立したEGRのVVT制御はA型エンジンなどにも応用された。

## NAPS-X
NAPS-Xとは、日産・CAエンジンのうち、初期のSOHCエンジンに名付けられたペットネームであり、NAPS-Zと同様にツインプラグによる急速燃焼技術を使用していた。日本では1981年にT11型オースターにCA16Sエンジンが初搭載、米国では1982年にT11型スタンザにCA20S型が搭載された。CA型エンジンは通常のモデルは半球型燃焼室であったが、北米仕様のうちカリフォルニア仕様のみは台形型燃焼室が採用され、1983年以降は全てのCA型エンジンがこの燃焼室となった。NAPS-Zと同様に、後年にはターボチャージャー仕様（CA18ET）もラインナップされたが、CA型エンジン自体のDOHC化に伴い、ツインプラグのNAPS-Xコンセプトは利用されなくなり、NAPS-Xのペットネームも冠されなくなった。また、日産・E型エンジンや日産・KAエンジンなどの後年のSOHCエンジンにも、NAPS-ZやNAPS-Xのツインプラグ急速燃焼技術は継承されることなく終わっている。
なお、NAPS-XのCA20E 1,974ccエンジンは、NAPS-Z Z20Eエンジンと比較して
- 幅が細い
- 全長が短い
- 77ポンドの軽量化
- より高出力
- より低燃費

であるとされた。